# Luiz Neves Cotrim
Luís Neves Cotrim (Caetité, 20 de outubro de 1918 – Jequié, 3 de novembro de 2012) foi professor e membro-fundador da Academia de Letras de Jequié ". É Patrono da cadeira 25 na Academia Caetiteense de Letras ".. Formado em Magistério, escrevia para jornais e programas de rádio.
Residia em Jequié desde a juventude, onde cresceu e desenvolveu a carreira de escritor. Colaborava para jornais e emissoras de rádio, escrevendo crônicas e artigos.
De vida boêmia, participava ativamente da vida cultural da cidade, sendo um dos fundadores da Academia de Letras de Jequié, em 1997. Fazia versos com facilidade e sua produção, dispersa, daria para vários volumes. Em 1982 os amigos editaram uma seleção de sua produção em prosa e versos, prestando homenagem pelos 30 anos que o escritor completou vivendo em Jequié. Participou da coletânea Jequié, poesia e prosa (Secretaria Municipal de Cultura, Lazer e Esporte, 1992).
Em 1997 publicou A poesia de Luís Cotrim no centenário de Jequié(Editora P&A). Atuou na política e se elegeu vereador.